# پیج اتوریتی
پیج اتوریتی یا قدرت صفحه (به انگلیسی Page Authority) یکی از معیارهای سنجش رتبه صفحات مختلف سایت‌ها می‌باشد. این معیار توسط یک ماشین شناسایی الگوریتم رتبه‌بندی، برای هر صفحه بر اساس معیار خاصی، مانند تعداد صفحات لینک‌شده به این صفحه تعیین می‌شود. تفاوت پیج اتوریتی و دامین اتوریتی در این است که ممکن است آدرس یک صفحه از یک دامنه خاص، نسبت به کل دامنه دارای تعداد لینک دریافتی بیشتری باشد؛ بنابراین یکی از مهم‌ترین صفحات آن دامنه آدرس صفحه‌ای است که دارای رتبه پیج اتوریتی بیشتری است و می‌تواند رتبه پیچ اتوریتی از رتبه دامین آتوریتی در بعضی موارد پیشی بگیرد.

## تعیین نمره پیج اتوریتی
رتبه‌بندی پیج اتوریتی در محدوده عددی بین ۱ تا ۱۰۰ است. البته به دست آوردن رتبه ۱۰ تا ۳۰ به سختی گرفتن رتبه ۷۰ تا ۱۰۰ نیست. معمولا پیج اتوریتی صفحه اول سایت بیشترین اتوریتی را در سایت دارد.

## مشاهده پیج اتوریتی
پلتفرم‌های متنوعی برای رتبه دهی و محاسبه پیج اتوریتی در فضای وب وجود دارد که می‌توان با جستجوی عبارت Check Page Authority در موتور جستجوی گوگل به این ابزارها دسترسی پیدا کرد. پیج آتوریتی را می‌توانید با افزونه MOZ مرورگر کروم در صفحات خود نمایش دهید.

## افزایش پیج آتوریتی
فاکتور های مختلفی باعث افزایش پیج آتوریتی میشود اما یکی از مهم ترین فاکتورها لینک سازی خارجی در سایت های اتوریتی بالا است که به صورت دستی و با ربات انجام میشود. یکی از ربات هایی که میتوانست طی 1 ماه پیج آتوریتی را تا 30 عدد افزایش دهد مانی ربات نام دارشت که به دلیل تغییرات ماز در سال 2020 این مورد دیگر کاربرد سابق را ندارد. تنها عاملی اکنون برای افزایش پیج اتوریتی و دامین اتوریتی تاثیر گذار است ، دریافت پیوند های سالم و غیر اسپم ، برای سایت های با فعالیت استاندارد است که در طولانی مدت تاثیر گذار خواهد بود. هرچقدر اتوریتی و اعتبار سایت لینک دهنده بیشتر باشد ، روی اعتبار صفحه سایت لینک گیرنده تاثیر بیشتری می گذارد. در این خصوص بیشترین تاثیر را دریافت پیوند شبکه های اجتماعی ، انجمن ها و سایت های دانشگاهی خواهد داشت به این دلیل که این سایت ها در طی سالها فعالیت ، اتوریتی و اعتبار بالایی بدست آورده اند.

### روش های افزایش پیج آتوریتی
1. ثبت نام و درج بکلینک در وبلاگ ها
2. ثبت نام و درج بکلینک در انجمن ها
3. ثبت نام و درج بکلینک در وب 2 ها مثل ردیت و مدیوم
4. رپرتاژ آگهی
5. مانی ربات
6. پی بی ان سازی